# Markus Halsti
Markus Halsti (ur. 19 marca 1984 w Helsinkach) – fiński piłkarz występujący na pozycji obrońcy.

## Kariera klubowa
Halsti zawodową karierę rozpoczynał w 2003 roku w klubie HJK Helsinki. W Veikkausliidze zadebiutował 15 czerwca 2003 roku w wygranym 2:1 meczu z Interem Turku. W tym samym roku zdobył z klubem mistrzostwo Finlandii oraz Puchar Finlandii. 18 września 2004 roku w zremisowanym 2:2 spotkaniu z FC Hämeenlinna strzelił pierwszego gola w trakcie gry w Veikkausliidze. W 2005 roku oraz w 2006 roku wywalczył z zespołem wicemistrzostwo Finlandii. W 2006 roku zdobył z nim także Puchar Finlandii.
W 2008 roku został graczem szwedzkiego GAIS. W tym samym roku odszedł do Malmö FF. W Allsvenskan pierwszy mecz zaliczył 21 kwietnia 2008 roku przeciwko Halmstads BK (3:2). 11 kwietnia 2010 roku w pojedynku z Kalmar FF (3:2) zdobył pierwszą bramkę w Allsvenskan.
W 2015 roku Halsti przeszedł do DC United, a w 2016 trafił do FC Midtjylland.

## Kariera reprezentacyjna
W reprezentacji Finlandii Halsti zadebiutował 6 lutego 2008 roku w przegranym 1:2 towarzyskim meczu z Grecją.